# Saison 1 d'American Wives
Chronologie
Saison 2
Cet article présente le guide des épisodes de la première saison du feuilleton télévisé American Wives (Army Wives).

## Épisodes

### Épisode 1:Là où tout commence
- États-Unis : 3 juin 2007
- France : 27 novembre 2008 sur TMC, puis rediffusé sur TF1 le 13 août 2012 ainsi que sur HD1 le 5 janvier 2015
- Québec : 4 janvier 2010 sur Historia[1]

- Terry Serpico (Maj. Frank Sherwood)
- Jeremy Davidson (Chase Moran)
- Richard Bryant (Jeremy Sherwood)
- Jake Johnson (Lucas Moran)
- Rhoda Griffiths (Lenore Baker)
- Caroline Pires (Emmalin Holden)
- Chloe Taylor (Katie Moran)
- Luke Bartelme (T.J. LeBlanc)
- John White Jr. (Finn LeBlanc)

### Épisode 2:Toutes pour une
- États-Unis : 10 juin 2007
- France : 27 novembre 2008
- Québec : 5 janvier 2010

- Terry Serpico (Maj. Frank Sherwood)
- Jeremy Davidson (Chase Moran)
- Richard Bryant (Jeremy Sherwood)
- Jake Johnson (Lucas Moran)
- Rhoda Griffiths (Lenore Baker)
- Caroline Pires (Emmalin Holden)
- Chloe Taylor (Katie Moran)
- Luke Bartelme (T.J. LeBlanc)
- John White Jr. (Finn LeBlanc)
- Kate Kneeland (Marilyn Polarski)

### Épisode 3:Haut et Fort
- États-Unis : 17 juin 2007
- France : 27 novembre 2008
- Québec : 6 janvier 2010

- Terry Serpico (Maj. Frank Sherwood)
- Jeremy Davidson (Chase Moran)
- Richard Bryant (Jeremy Sherwood)
- Jake Johnson (Lucas Moran)
- Rhoda Griffiths (Lenore Baker)
- Caroline Pires (Emmalin Holden)
- Chloe Taylor (Katie Moran)
- Luke Bartelme (T.J. LeBlanc)
- John White Jr. (Finn LeBlanc)
- Kate Kneeland (Marilyn Polarski)
- Kim Allen (Amanda Joy Holden)

### Épisode 4:Prise d'otages
- États-Unis : 24 juin 2007
- France : 3 décembre 2008
- Québec : 7 janvier 2010

- Jason Wiles (Sgt. Peter Belgrad)
- Jeremy Davidson (Chase Moran)
- Richard Bryant (Jeremy Sherwood)
- Rhoda Griffiths (Lenore Baker)
- Caroline Pires (Emmalin Holden)
- Luke Bartelme (T.J. LeBlanc)
- John White Jr. (Finn LeBlanc)
- Kim Allen (Amanda Joy Holden)

### Épisode 5:Le Code de l'honneur
- États-Unis : 1er juillet 2007
- France : 3 décembre 2008
- Québec : 8 janvier 2010

- Julie Ann Emery (Sarah Belgrad)
- Jeremy Davidson (Chase Moran)
- Richard Bryant (Jeremy Sherwood)
- Jake Johnson (Lucas Moran)
- Rhoda Griffiths (Lenore Baker)
- Caroline Pires (Emmalin Holden)
- Chloe Taylor (Katie Moran)
- Luke Bartelme (T.J. LeBlanc)
- John White Jr. (Finn LeBlanc)
- Kate Kneeland (Marilyn Polarski)
- Kim Allen (Amanda Joy Holden)

### Épisode 6:Les Retrouvailles
- États-Unis : 8 juillet 2007
- France : 3 décembre 2008
- Québec : 9 janvier 2010

- Terry Serpico (Maj. Frank Sherwood)
- Jeremy Davidson (Chase Moran)
- Richard Bryant (Jeremy Sherwood)
- Jake Johnson (Lucas Moran)
- Gigi Rice (Marda Brooks)
- Caroline Pires (Emmalin Holden)
- Chloe Taylor (Katie Moran)
- Luke Bartelme (T.J. LeBlanc)
- John White Jr. (Finn LeBlanc)
- Kate Kneeland (Marilyn Polarski)
- Kim Allen (Amanda Joy Holden)

### Épisode 7:Rendez-vous nocturnes
- États-Unis : 15 juillet 2007
- France : date inconnue
- Québec : 11 janvier 2010

- Terry Serpico (Maj. Frank Sherwood)
- Jeremy Davidson (Chase Moran)
- Richard Bryant (Jeremy Sherwood)
- Jake Johnson (Lucas Moran)
- Gigi Rice (Marda Brooks)
- Caroline Pires (Emmalin Holden)
- Chloe Taylor (Katie Moran)
- Luke Bartelme (T.J. LeBlanc)
- John White Jr. (Finn LeBlanc)
- Kim Allen (Amanda Joy Holden)

### Épisode 8:Dérapage incontrôlé
- États-Unis : 22 juillet 2007
- Québec : 12 janvier 2010

- Terry Serpico (Maj. Frank Sherwood)
- Richard Bryant (Jeremy Sherwood)
- Jake Johnson (Lucas Moran)
- Sherri Saum (Vanessa Kelsing)
- Caroline Pires (Emmalin Holden)
- Chloe Taylor (Katie Moran)
- Luke Bartelme (T.J. LeBlanc)
- John White Jr. (Finn LeBlanc)
- Kim Allen (Amanda Joy Holden)
- Josh Casaubon (Scott Decker)
- Zulay Henao (Dolores)

### Épisode 9:Personne n'est parfait
- États-Unis : 29 juillet 2007
- Québec : 13 janvier 2010

- Terry Serpico (Maj. Frank Sherwood)
- Jeremy Davidson (Chase Moran)
- Jake Johnson (Lucas Moran)
- Rhoda Griffiths (Lenore Baker)
- Chloe Taylor (Katie Moran)
- Luke Bartelme (T.J. LeBlanc)
- John White Jr. (Finn LeBlanc)
- Kate Kneeland (Marilyn Polarski)
- Michael Harding (Gen. Ted Baker)

### Épisode 10:Mauvaise Presse
- États-Unis : 5 août 2007
- Québec : 14 janvier 2010

- Ann Cusack (Hannah White)
- Terry Serpico (Maj. Frank Sherwood)
- Jeremy Davidson (Chase Moran)
- Rhoda Griffiths (Lenore Baker)

### Épisode 11:Le Prix de la vérité
- États-Unis : 12 août 2007
- Québec : 15 janvier 2010

- Terry Serpico (Maj. Frank Sherwood)
- Jeremy Davidson (Chase Moran)
- Rhoda Griffiths (Lenore Baker)
- Robert Forster (Gen. Grayson)
- Barbara Eden (Victoria Grayson)
- Michael Harding (Gen. Ted Baker)

### Épisode 12:Un de perdu, un de retrouvé
- États-Unis : 19 août 2007
- Québec : 16 janvier 2010

- Terry Serpico (Maj. Frank Sherwood)
- Jeremy Davidson (Chase Moran)
- Jake Johnson (Lucas Moran)
- Chloe Taylor (Katie Moran)
- Luke Bartelme (T.J. LeBlanc)
- John White Jr. (Finn LeBlanc)
- Kate Kneeland (Marilyn Polarski)

### Épisode 13:Et si c'était la fin...
- États-Unis : 26 août 2007
- Québec : 18 janvier 2010[2]

- Terry Serpico (Maj. Frank Sherwood)
- Robert Pralgo (George Polarski)